# Samih El Touile
Samih El Touile (28 mei 2004) is een Belgisch voetballer die onder contract ligt bij K Lierse SK.

## Carrière
El Touile sloot zich op jonge leeftijd aan bij Lierse SK, waar hij bleef tot aan het faillissement in 2018. Via Lyra-Lierse en Beerschot VA belandde hij, door toedoen van onder meer jeugdcoördinator Dirk Gyselinckx, terug in het Herman Vanderpoortenstadion, waar Lierse Kempenzonen zich bij de oprichting van de club in 2018 had gevestigd.
Op 1 februari 2023 maakte El Touile zijn profdebuut in het shirt van Lierse Kempenzonen: in de competitiewedstrijd tegen Club NXT (1-0-verlies) liet trainer Tom Van Imschoot hem in de 79e minuut invallen In maart 2023 ondertekende hij een profcontract voor een seizoen met optie op een bijkomend jaar bij Lierse Kempenzonen. Het bleef dat seizoen bij die ene invalbeurt.
In juni 2024, twee maanden na het einde van het seizoen 2023/24 waarin hij verspreid over vijftien officiële wedstrijden meer dan 500 speelminuten had vergaard, tekende El Touile bij tot medio 2027. Lierse beschermde zich zo tegen de interesse van andere clubs, waaronder Club NXT, in de diensten van El Touile.

## Clubstatistieken
| Seizoen         | Club               | Land            | Competitie      | Competitie | Competitie | Beker | Beker | Supercup | Supercup | Europees | Europees | Totaal | Totaal |
| Seizoen         | Club               | Land            | Competitie      | Wed.       | Dlp.       | Wed.  | Dlp.  | Wed.     | Dlp.     | Wed.     | Dlp.     | Wed.   | Dlp.   |
| --------------- | ------------------ | --------------- | --------------- | ---------- | ---------- | ----- | ----- | -------- | -------- | -------- | -------- | ------ | ------ |
| 2022/23         | Lierse Kempenzonen | Vlag van België | Eerste klasse B | 1          | 0          | 0     | 0     | —        | —        | —        | —        | 1      | 0      |
| 2023/24         | Lierse Kempenzonen | Vlag van België | Eerste klasse B | 13         | 0          | 2     | 0     | —        | —        | —        | —        | 15     | 0      |
| 2024/25         | K Lierse SK        | Vlag van België | Eerste klasse B |            |            |       |       |          |          |          |          |        |        |
| Carrière totaal | Carrière totaal    | Carrière totaal | Carrière totaal | 14         | 0          | 2     | 0     | 0        | 0        | 0        | 0        | 16     | 0      |

Bijgewerkt op 24 juni 2024.
1 Teunckens ·
2 De Schrijver ·
3 Marijnissen ·
5 Laes ·
6 Swinnen ·
8 Van Acker ·
9 S. Limbombe ·
10 De Schryver ·
11 Liongola ·
12 De Smet ·
13 Teunen ·
14 Maes ·
16 Maesen ·
19 Kieboom ·
20 Vanderhallen ·
23 Boone ·
36 Leyssens ·
42 Sampers ·
64 Vanuffelen ·
70 El Touile ·
77 Masaki ·
Naessens ·
Hendrickx ·
Coach: Van Imschoot
· Assistent-coach: Van Kerckhoven